# العلاقات الغانية الغواتيمالية
العلاقات الغانية الغواتيمالية هي العلاقات الثنائية التي تجمع بين غانا وغواتيمالا.

## مقارنة بين البلدين
هذه مقارنة عامة ومرجعية للدولتين:
| وجه المقارنة                                              | غانا         | غواتيمالا       |
| --------------------------------------------------------- | ------------ | --------------- |
| المساحة (كم2)                                             | 238.53 ألف   | 108.89 ألف      |
| عدد السكان (نسمة)                                         | 26.91 مليون  | 17.26 مليون     |
| الكثافة السكانية (ن./كم²)                                 | 112.82       | 158.51          |
| العاصمة                                                   | أكرا         | غواتيمالا       |
| اللغة الرسمية                                             | لغة إنجليزية | اللغة الإسبانية |
| العملة                                                    | سيدي غاني    | كتزال غواتيمالي |
| الناتج المحلي الإجمالي (بليون دولار)                      | 47.33 مليار  | 75.62 مليار     |
| الناتج المحلي الإجمالي (تعادل القوة الشرائية) بليون دولار | 115.41 مليار | 126.21 مليار    |
| الناتج المحلي الإجمالي الاسمي للفرد دولار أمريكي          | 1.37 ألف     | 3.90 ألف        |
| الناتج المحلي الإجمالي للفرد دولار أمريكي                 | 4.08 ألف     | 7.45 ألف        |
| مؤشر التنمية البشرية                                      | 0.579        | 0.627           |
| رمز المكالمات الدولي                                      | +233         | +502            |
| رمز الإنترنت                                              | .gh          | .gt             |
| المنطقة الزمنية                                           | 00           | 00              |

## منظمات دولية مشتركة
يشترك البلدان في عضوية مجموعة من المنظمات الدولية، منها:
| علم المنظمة | اسم المنظمة                               | تاريخ انضمام غانا | تاريخ انضمام غواتيمالا |
| ----------- | ----------------------------------------- | ----------------- | ---------------------- |
|             | مؤسسة التنمية الدولية                     | 29 ديسمبر 1960    | 27 أبريل 1961          |
|             | يونسكو                                    | 11 أبريل 1958     | 2 يناير 1950           |
|             | وكالة ضمان الاستثمار متعدد الأطراف        | 29 أبريل 1988     | 11 يوليو 1996          |
|             | الأمم المتحدة                             | 8 مارس 1957       | 21 نوفمبر 1945         |
|             | الاتحاد البريدي العالمي                   | ?                 | ?                      |
|             | البنك الدولي للإنشاء والتعمير             | 20 سبتمبر 1957    | 28 ديسمبر 1945         |
|             | الاتحاد الدولي للاتصالات                  | 17 مايو 1957      | 10 يوليو 1914          |
|             | منظمة حظر الأسلحة الكيميائية              | ?                 | ?                      |
|             | مؤسسة التمويل الدولية                     | 3 أبريل 1958      | 20 يوليو 1956          |
|             | المركز الدولي لتسوية المنازعات الاستشارية | 14 أكتوبر 1966    | 20 فبراير 2003         |
|             | منظمة التجارة العالمية                    | ?                 | ?                      |
|             | منظمة الشرطة الجنائية الدولية             | ?                 | ?                      |

## وصلات خارجية
- موقع وزارة الخارجية الغانية
- موقع وزارة الخارجية الغواتيمالية